# Eria triloba
Eria triloba är en orkidéart som beskrevs av Henry Nicholas Ridley. Eria triloba ingår i släktet Eria och familjen orkidéer. Inga underarter finns listade i Catalogue of Life.